# Oświęcim
Oświęcim (niem. Auschwitz, jid. ‏אָשפּיצין‎ Oszpicin, romski (vlax) Auszwica) – miasto w województwie małopolskim, siedziba władz powiatu oświęcimskiego i dwóch gmin – miejskiej (miasto Oświęcim) oraz gminy wiejskiej Oświęcim (okoliczne sołectwa bez samego miasta).
W latach 1315–1564 stolica księstwa oświęcimskiego. Od 1564 był miastem królewskim Korony Królestwa Polskiego. Miasto królewskie starostwa oświęcimskiego w powiecie śląskim województwa krakowskiego, jako część prowincji małopolskiej, w końcu XVI wieku. Na przestrzeni wieków był stolicą powiatu oświęcimskiego o różnych granicach.
Według danych GUS z 1 stycznia 2024 r. miasto miało 35 577 mieszkańców, co plasowało je na czwartym miejscu wśród największych miast województwa małopolskiego.

## Położenie geograficzne
Oświęcim leży w centrum Kotliny Oświęcimskiej, między Pogórzem Karpackim a Wyżyną Śląską. Z okolicznymi regionami łączą miasto dogodne połączenia kolejowe, drogowe i wodne. Przez centrum miasta przepływa rzeka Soła, a północną granicę dzielnicy Dwory stanowi Wisła. Miasto znajduje się przy ujściu Soły do Wisły. W jego obrębie znajdują się także potoki Macocha i Młynówka, kilkanaście stawów i jezioro Kruki.
Zlokalizowany w historycznej Małopolsce, w XII wieku był głównym grodem kasztelanii oświęcimskiej, stanowiącej część ziemi krakowskiej. W drugiej połowie XII lub pierwszej połowie XIII wieku Oświęcim został przyłączony do Górnego Śląska, w ramach którego należał kolejno do księstw: raciborskiego, opolsko-raciborskiego, cieszyńskiego i oświęcimskiego. W 1564 księstwo oświęcimskie zostało włączone do Polski i przekształcone w powiat śląski województwa krakowskiego, w wyniku czego miasto ponownie stało się częścią Małopolski. O historycznej przynależności do Śląska świadczy do dziś herb miasta, w którym znajdują się dwie połowy górnośląskiego żółtego (złotego) orła piastowskiego bez korony na niebieskim tle. W wyniku pierwszego rozbioru Polski w 1772 miasto znalazło się w granicach Cesarstwa Austriackiego.
Sąsiednie gminy: Chełmek, Libiąż, Oświęcim (gmina wiejska).
Według danych z 2002 r. Oświęcim ma obszar 30,3 km², w tym:
- użytki rolne: 34%
- użytki leśne: 1%

Miasto stanowi 7,46% powierzchni powiatu.

## Osiedla

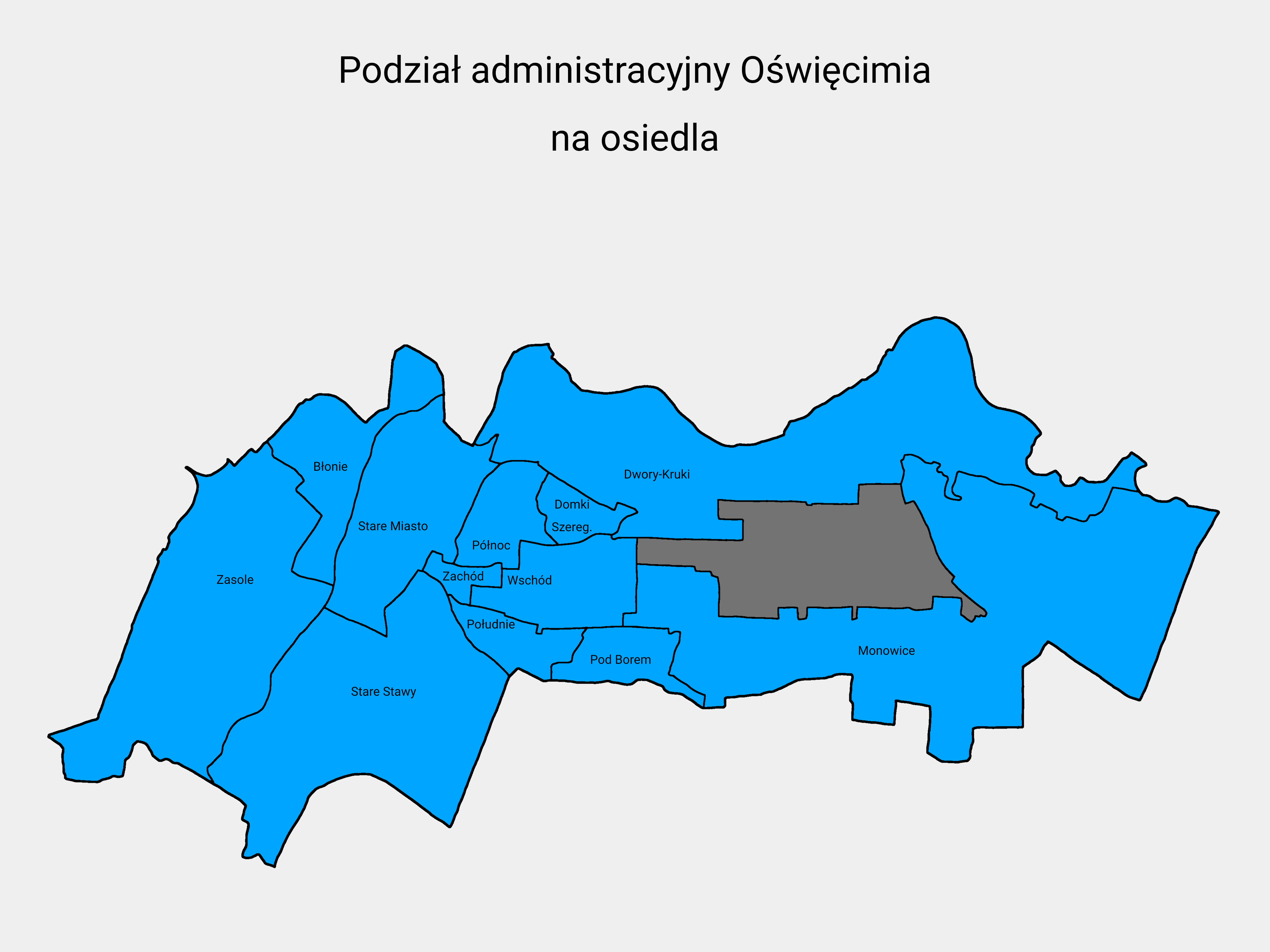
Podział administracyjny Oświęcimia na osiedla

Miasto jest podzielone na następujące jednostki pomocnicze: Osiedle Błonie, Osiedle Północ, Osiedle Południe, Osiedle Wschód, Osiedle Zachód, Osiedle Domki Szeregowe, Osiedle Dwory-Kruki, Osiedle Monowice, Osiedle Pod Borem, Osiedle Stare Miasto, Osiedle Stare Stawy, Osiedle Zasole.
Powyższy podział nie uwzględnia nazw zwyczajowych. Szczególnie dotyczy to osiedla Chemików, które ze względu na swoją wielkość zostało podzielone na cztery jednostki pomocnicze gminy: Osiedle Północ (największe, ok. 6 tys. mieszkańców), Osiedle Południe, Osiedle Wschód i Osiedle Zachód. Ze względu na odmienną architekturę (bloki dziesięciopiętrowe), wyróżnia się jeszcze osiedle S-Centrum, które formalnie jest częścią Osiedla Zachód. Zwyczajowo Oświęcim dzieli się na 6 dużych dzielnic/osiedli: Zasole, Chemików, Stare Miasto, Stare Stawy, Dwory i Monowice.

## Demografia
Dane z 30 czerwca 2021 r.:
| Opis                              | Ogółem | Ogółem | Mężczyźni | Mężczyźni | Kobiety | Kobiety |
| --------------------------------- | ------ | ------ | --------- | --------- | ------- | ------- |
| Jednostka                         | osób   | %      | osób      | %         | osób    | %       |
| Populacja                         | 37 231 | 100    | 17 667    | 47,5      | 19 564  | 52,5    |
| Gęstość zaludnienia [mieszk./km²] | 1241   | 1241   | 588,9     | 588,9     | 652,1   | 652,1   |

Piramida wieku mieszkańców Oświęcimia w czerwcu 2021 r.:

## Symbole miasta
- Herb miasta Oświęcimia – historycznym herbem miasta Oświęcimia jest: „W polu błękitnym pośrodku tarczy kamienna biała wieża o poszerzonej podstawie, o pięciu blankach, z wysokim trapezowym dachem z czerwonych dachówek. Na szczycie dachu dwie złote gałki rozmieszczone po obu jego stronach na jednym poziomie. W wieży – jeden pod drugim – dwa czarne prostokątne, w górze zaokrąglone, okienne otwory. Obok wieży, po obu jej stronach, złote pół orły na błękitnym tle symbolizujące przynależność do dawnego Księstwa Opolskiego i Śląska, odwrócone od siebie głowami. Tarcza herbowa bez bordiury”.
- Flaga miasta Oświęcimia – flagą miasta Oświęcimia jest prostokątny płat tkaniny o bokach w stosunku 5:8. Na błękitnym tle płatu flagi umieszczony jest, na jej środku, herb miasta Oświęcimia bez bordiury. Wielkość herbu (wysokość, szerokość) jest połową krótszego boku flagi. Flaga masztowo-dekoracyjna ma herb miasta Oświęcimia, umieszczony w górnej części płatu flagi.
- Hejnał miasta Oświęcimia – hejnałem miasta Oświęcimia są pierwsze cztery takty Poloneza Weselnego Aleksandra Orłowskiego.
- Logo miasta Oświęcimia – znak promocyjny miasta zbudowany z logotypu „Miasto Oświęcim” i znaku graficznego, przedstawiającego podrywającego się do lotu ptaka – białego gołębia (symbol pokoju). Tło przedstawia dwie postacie, w różnych odcieniach, symbolizujące jedność ras. Logo zostało wykonane na potrzeby kreowania nowego wizerunku: „Oświęcim – Miasto Pokoju”.

## Nazwa miasta

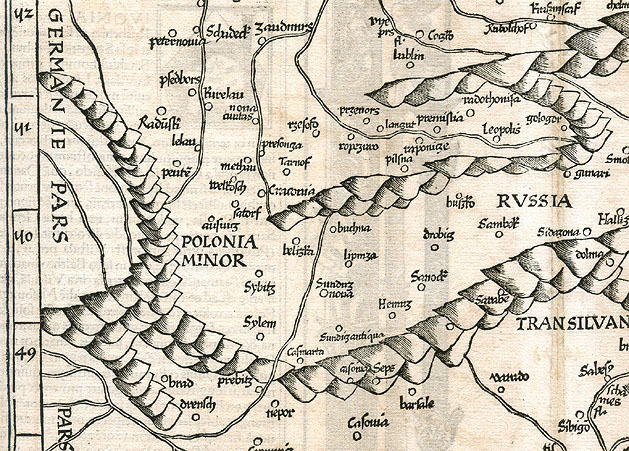
Martin Waldseemüller, fragment mapy Małopolski z zaznaczonym Oświęcimiem (Ausuiz)

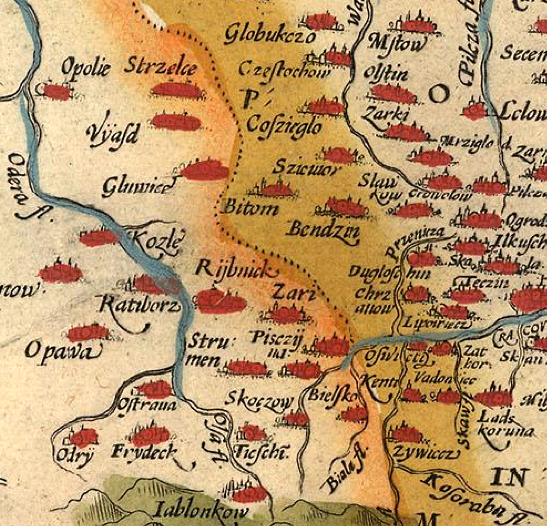
Oświęcim w granicach Korony Królestwa Polskiego jako Oswicti na mapie Wacława Grodzieckiego wydanej w 1592 roku

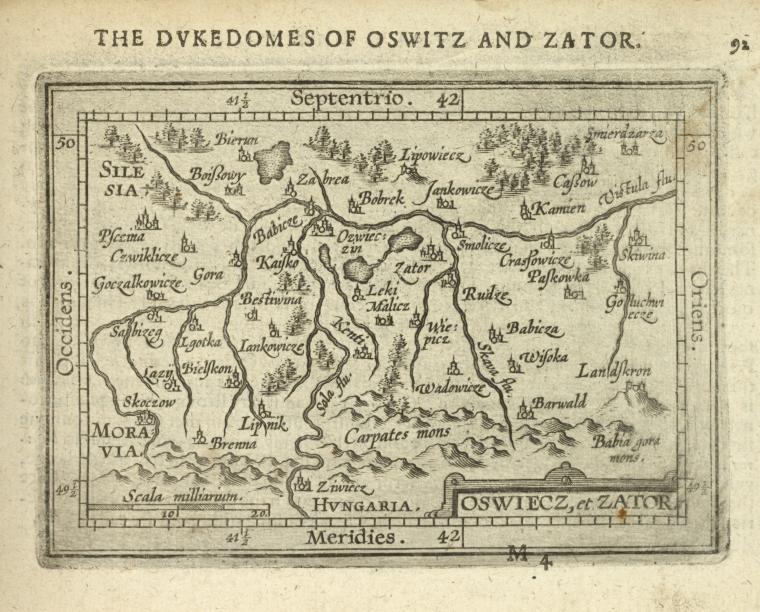
Księstwo Oświęcimskie i Zatorskie – mapa Abrahama Orteliusa z 1603 z zaznaczonym Oświęcimiem w formie „Ozwieczin”

Oświęcim jest polską nazwą miejscowości o ośmiusetletniej historii. Pisownia wyrazu potwierdza jego słowiański charakter. Etymolodzy zaliczają go do nazw dzierżawczych (Oświęcim – gród Oświęcima). W zachowanych materiałach nazwa „Oświęcim” występuje w różnych językach: polskim, czeskim, niemieckim lub łacińskim, np.: Ospenchin (1217 r.), Osvencin (1280 r.), Hospencin (1283 r.), Osswetem (1290 r.), Uspencin (1297 r.), Oswentim (1302 r.), Wswencim (1304 r.), Auswintzen (1312 r.), Oswiecim (1314 r.), Oswencin (1327 r.), Oswanczimie (1333 r.), Auswieczin (1372 r.), Awswiczin (1372 r.), Uswiczin (1400 r.).
Nazwę miejscowości w zlatynizowanej staropolskiej formie Oszwyancim wymienia w latach 1470–1480 Jan Długosz w księdze Liber beneficiorum dioecesis Cracoviensis.
Miejscowość pod nazwą Ozwieczin na mapie Księstwa Oświęcimskiego i Zatorskiego z 1603 r. zaznaczył flamandzki geograf i kartograf Abraham Ortelius.

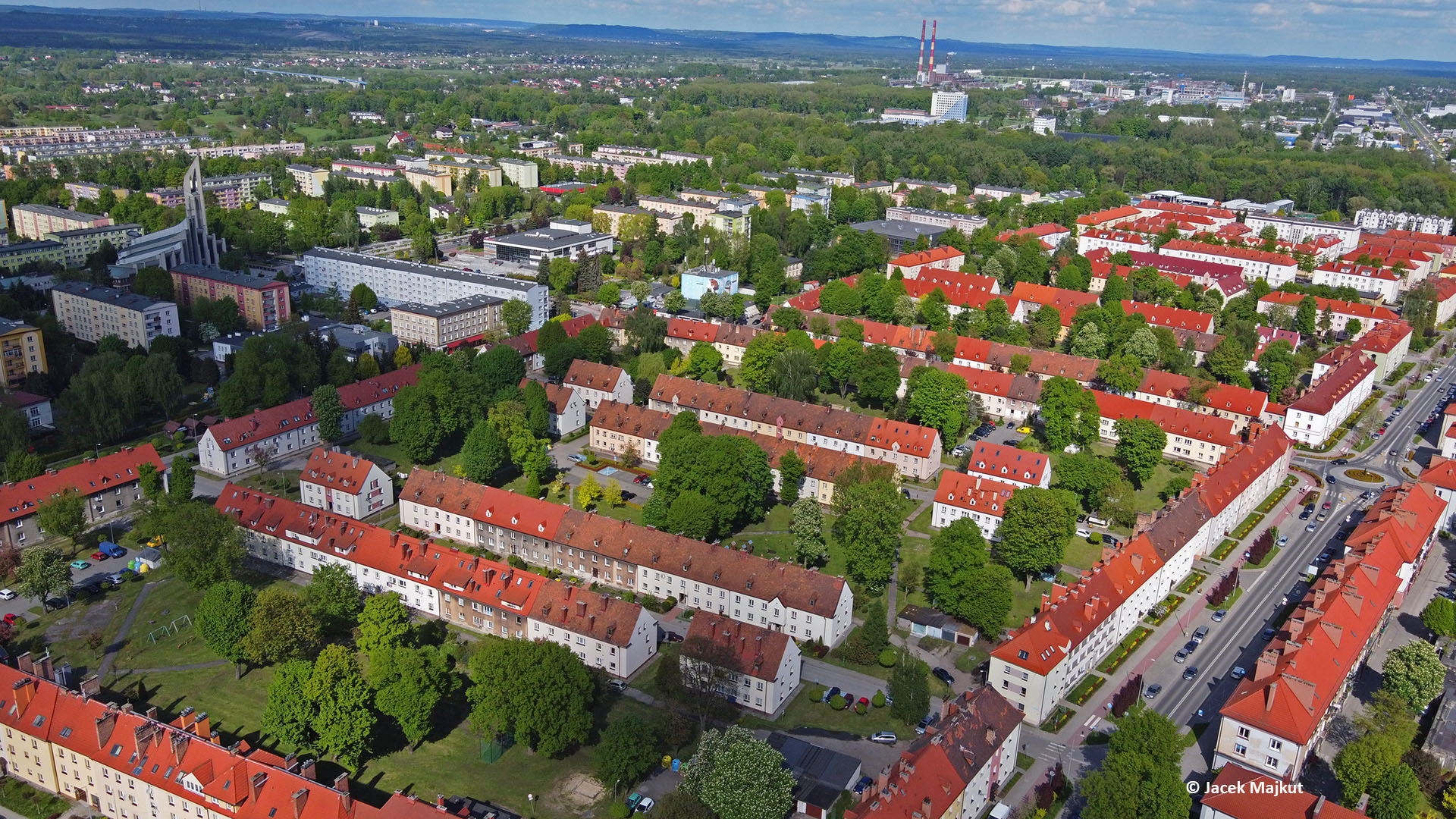
Osiedle Chemików

W dokumentach stosowano różne formy zapisu nazwy: Ossvancin, Osvencim, Osvenczyn, Osvacim, Osswanczyn, Ossvijancin, Osswancin, Oswęcim, względnie Ossvencim. W łacinie nazwa zapisywana była jako Osswencimen lub Osviecimensis. W roku 1613 śląski regionalista i historyk Mikołaj Henel z Prudnika wymienił miejscowość w swoim dziele o geografii Śląska pt. Silesiographia podając jej łacińskie nazwy: Osvencinum, Osuencinum. Jako że Oświęcim był ważnym ośrodkiem handlowym, niemieccy kupcy i osadnicy nadawali mu swoją, niemieckojęzyczną nazwę, Auswintz, pojawiającą się w dokumentach z XIV i XV wieku, przede wszystkim książąt opolskich i cieszyńskich, ale też w miejskich krakowskich i kazimierskich, po raz pierwszy w 1312 jako Auswintzen. Formy zapisu Auswinczyn (1351), Auswicz (1386, 1394), Awswicz (1433, 1439), Awszwicz (1478). Nazwa ta jest niemieckim przejęciem nazwy rdzennie polskiej, gdzie forma niemieckiego dyftongu Au- zastąpiła nagłosowe O-, natomiast zmiana z Auschwitzin (im) na Auschwitz była redukcją sylaby końcowej, prawdopodobnie, dlatego że forma Auschwitzin zawierała pozornie dwa sufiksy: -itz (niemiecka adaptacja polskiego -ice/ici) i -in. Niemiecka nazwa miasta Auschwitz pojawiała się również już w XV w. na różnych niemieckojęzycznych mapach geograficznych, w słownikach i opracowaniach historycznych. W okresie zaboru austriackiego, tj. w latach 1772–1918 widniała w dwujęzycznych dokumentach, Oświęcim z polskiej wersji był w niemieckim tłumaczeniu miastem Auschwitz. Po włączeniu do III Rzeszy Niemieckiej i powiatu Bielitz okupant zmienił nazwę z polskiej ponownie na niemiecką. Dlatego w nazwie Konzentrationslager pojawiła się niemiecka nazwa Oświęcimia. Zaraz po zajęciu Oświęcimia przez Armię Czerwoną (27 stycznia 1945 r.) miastu przywrócono jego polską nazwę.

## Historia

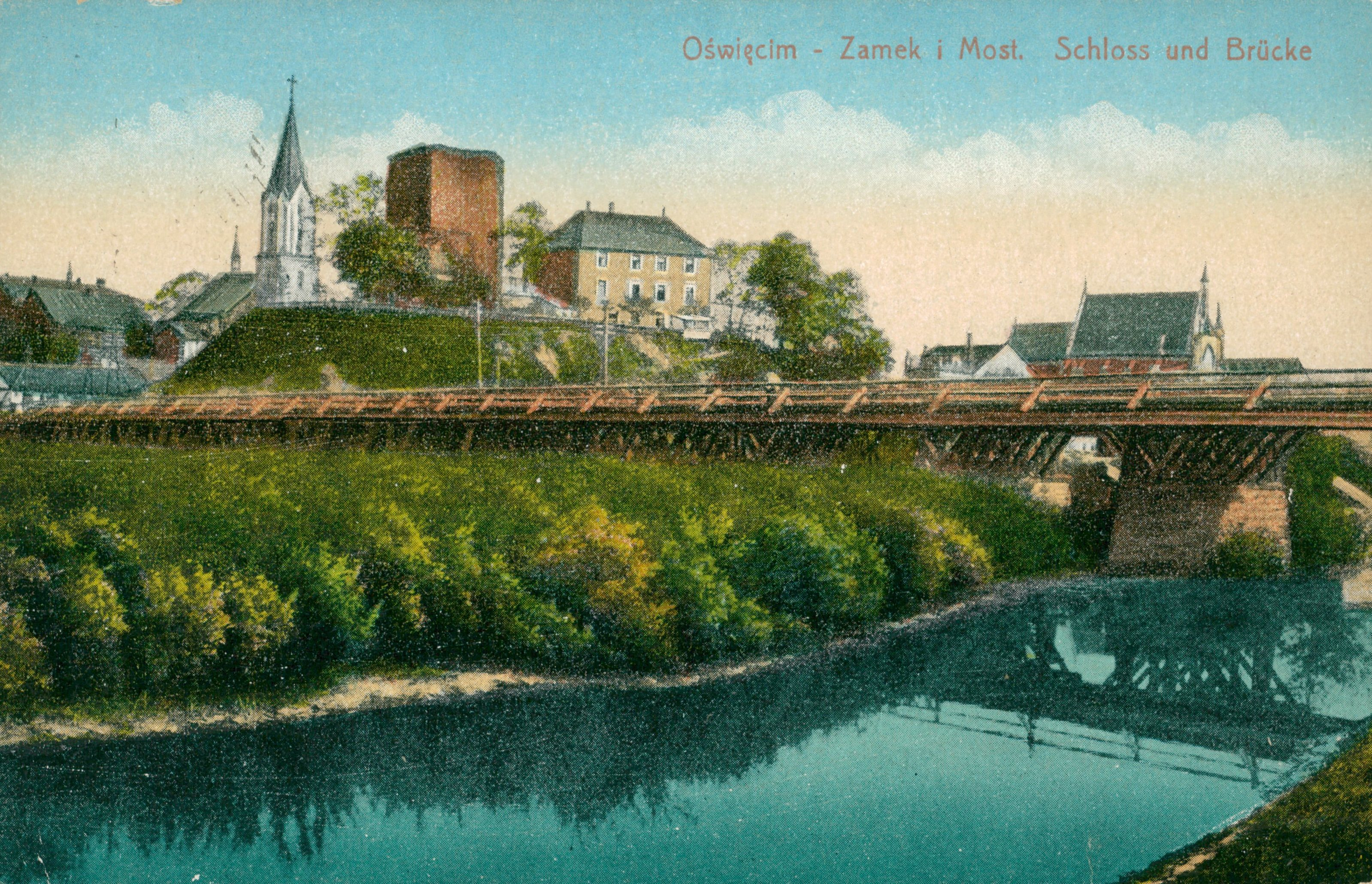
Widok miasta około 1910–1917

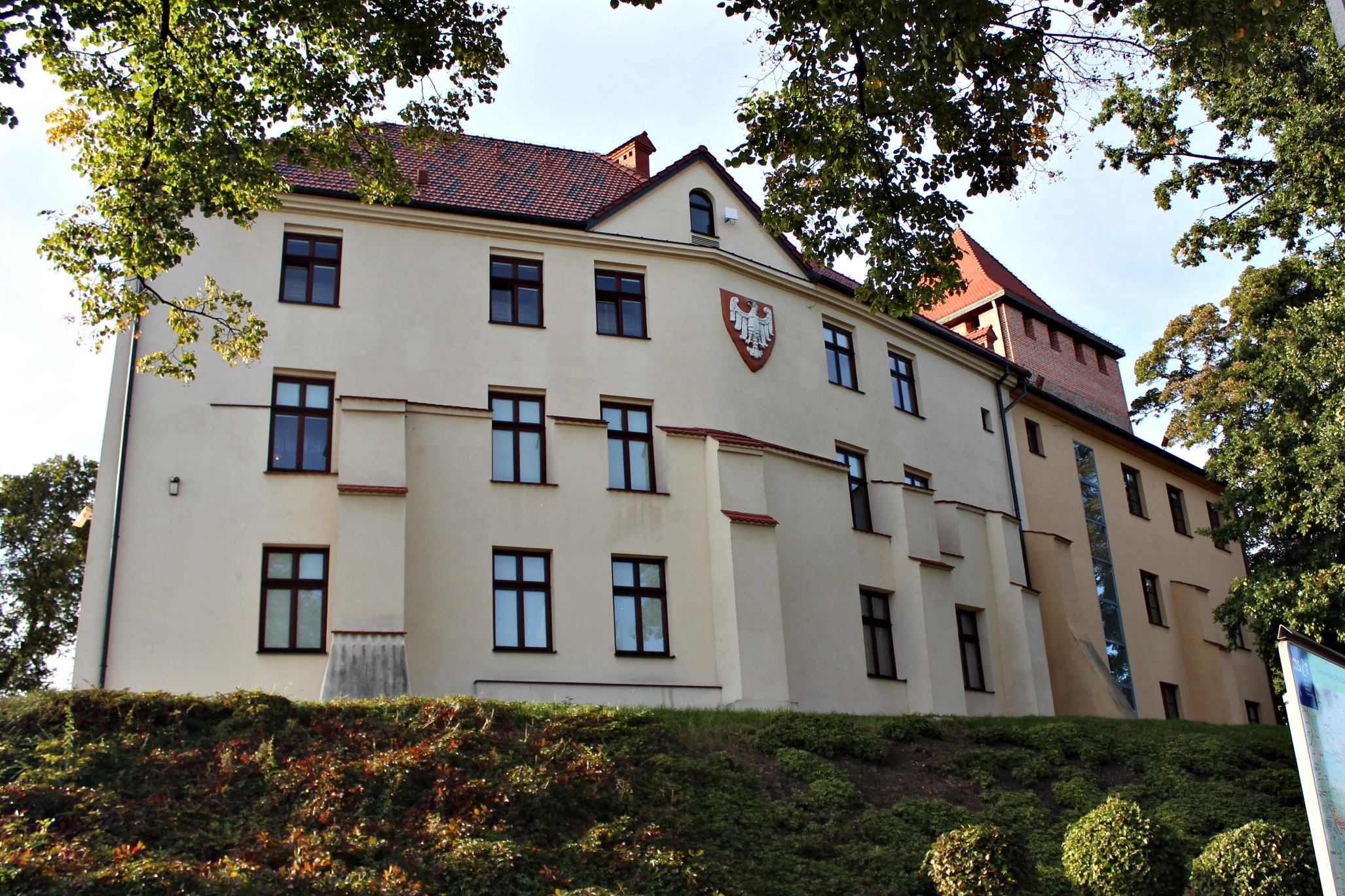
Zamek w Oświęcimiu

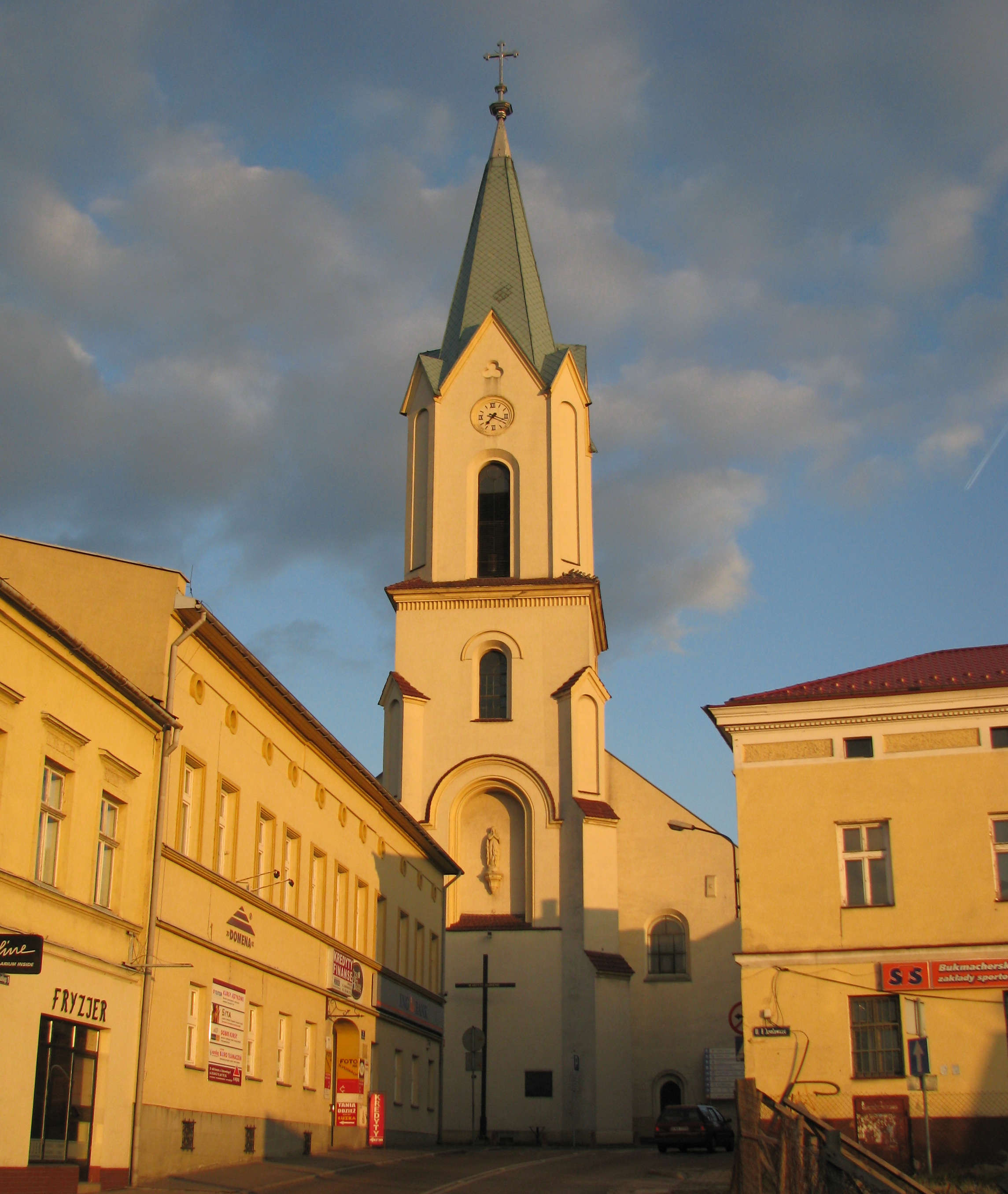
Ulica Dąbrowskiego między zamkiem a kościołem Wniebowzięcia NMP

Najstarsze ślady istnienia grodu sięgają czasów Bolesława Chrobrego, ale odkryto ślady osadnictwa z czasów epoki brązu i późniejszych, jak plemienia Wiślan. Miasto ma udokumentowaną ponad ośmiuset letnią historię i należy do najstarszych piastowskich grodów kasztelańskich w Polsce. Pierwsze wydarzenie historyczne dotyczące Oświęcimia, jednak bez wymienionej nazwy grodu (co zostało uzupełnione później w kronice wielkopolskiej) zostało opisane przez Wincentego Kadłubka pod rokiem 1177, kiedy to gród oświęcimski został przekazany przez Kazimierza Sprawiedliwego na rzecz swojego bratanka Mieszka Plątonogiego, księcia opolskiego i raciborskiego (według Jana Długosza miało to jednak miejsce w 1179) Sformułowanie Kadłubka o „kilku miastach” może świadczyć o tym, że darowizna w 1177, względnie 1179, była mniejsza niż to później sugerowano. Zajęcie grodu przez Mieszka Plątonogiego mogło więc nastąpić dopiero około 1195 roku, kiedy książę, prowadził ekspansję terytorialną w kierunku Krakowa, lub jeszcze później, w latach 1217–1228. Pierwsza wzmianka kasztelana oświęcimskiego (Felisława de Ospenchin) pojawiła się wśród małopolskich świadków na dokumencie, księcia Leszka Białego z 1217 a brak go było wśród komesów górnośląskich w 1222 i dopiero w 1228 kasztelan oświęcimski (Werner ze Sławikowa) pojawił się na dokumencie, księcia Kazimierza opolskiego. Niemniej jednak wzmianki te potwierdzają istnienie kasztelanii oświęcimskiej, a jej terytorialny wymiar potwierdza dokument Mieszka Otyłego datowany na lata 1243–1246, kiedy to polityczne losy grodu bezsprzecznie związane były już z dziejami Śląska, a w XIV w. i pierwszej połowie XV w. również z historią Korony Czeskiej. Pamiątką po przynależności do Małopolski przez cały ten czas było pozostanie w granicach biskupstwa krakowskiego, a na początku XIV wieku miasto stało się siedzibą dekanatu.
Za rządów księcia opolskiego Władysława I (około 1272 r.) Oświęcim otrzymał lwóweckie prawa miejskie. Potwierdzono je 3 września 1291 r. rozszerzając dodatkowo o nowy przywilej składu soli i ołowiu oraz sądowniczy. W 1290 r. ziemia oświęcimska weszła w skład nowo powstałego księstwa cieszyńskiego, a w latach 1312–1317 powstało księstwo oświęcimskie, którego władcą był książę Władysław. W tym czasie nastąpił napływ ludności niemieckiej o czym świadczą liczne wzmianki w postaci Auswintzen (od 1317), które są adaptacją polskiej nazwy miasta do języka niemieckiego. W 1327 r. księstwo zostało uzależnione od Czech na ponad wiek. W pierwszej połowie XV wieku do księstwa oświęcimskiego dotarły wojny husyckie, a największe zniszczenia na pograniczu śląsko-polskim nastąpiły pod sam koniec tych wojen. Bardzo źle odbiło się to na wymiarze władzy książęcej w Oświęcimiu. Ludność ucierpiała również z powodu wysokiego poziomu rozbójnictwa, a Józef Putek starał się wykazać, że ludność pochodzenia niemieckiego została wówczas przepędzona, a nawet wymordowana, w tym szczególnie patrycjat miejski, rycerstwo i duchowieństwo. W 1445 r. nastąpił podział na księstwa: oświęcimskie, zatorskie i toszeckie. W latach 50. XIV wieku, Oświęcim utracił kontrolę nad Żywiecczyzną. W 1457 r. książę Jan sprzedał okrojone w powyższy sposób księstwo oświęcimskie królowi polskiemu Kazimierzowi Jagiellończykowi, dzięki czemu Oświęcim znów wrócił do Polski w granicach, której pozostawał przez następne 330 lat. 19 marca 1454 r. Jan IV (ostatni książę oświęcimski) złożył hołd lenny królowi Polski, Kazimierzowi Jagiellończykowi, a 21 lutego 1457 r. sprzedał mu swoje księstwo za 50 tys. kop groszy praskich. Od tego momentu zwierzchnikiem księstwa stał się mianowany przez polskiego króla starosta; szlachta zachowała odrębne prawa. W 1564 r. księstwo oświęcimskie i zatorskie wcielono do Korony Królestwa Polskiego, równocześnie przyłączono je do województwa krakowskiego, jako powiat śląski, jednocząc je ponownie z ziemią krakowską Małopolski. Przed inkorporacją, w księstwie orzekał sąd ziemski ławniczy zwany gajonym, osobno dla części oświęcimskiej i osobno dla zatorskiej. Po inkorporacji, dwoma przywilejami z 1563 r. i 1564 r. uregulowano kwestię wprowadzenia prawa polskiego. Miasto stało się wówczas siedzibą sądownictwa szlacheckiego dla miejscowej szlachty. Tutaj zbierał się nowo powołany sąd grodzki. Z przewidzianego utworzenia sądu ziemskiego szybko jednak zrezygnowano i pozostawiono tylko w nieodległym Zatorze. Językiem urzędowym stał się wówczas język polski, w czasie gdy w Królestwie Polskim obowiązywała jeszcze łacina.
W okresie potopu szwedzkiego (najazdu Szwecji na Rzeczpospolitą) Oświęcim został poważnie zniszczony, co zapoczątkowało jego powolny upadek znaczenia. W chwili I rozbioru Polski w 1772 r. ziemia oświęcimska została wcielona do zaboru austriackiego jako część Galicji. Oświęcim znalazł się w okręgu zatorskim cyrkułu wielickiego, a od 1782 r. w cyrkule myślenickim, którego siedzibę przeniesiono w 1819 do Wadowic. W tym czasie miasto tak dalece utraciło swe dawniejsze znaczenie, że w 1786 r. Ewaryst Andrzej, hr. Kuropatnicki w swym "Opisaniu królestw Galicyi i Lodomeryi" podał: Oświęcim. Stolica księstwa oświęcimskiego, nic nie ma znakomitego, prócz tytułu próżnego stolicy. Po reformie administracyjnej z 1854 r. Oświęcim został miastem powiatowym w cyrkule wadowickim, a od 1867 r. znalazł się w powiecie bialskim (do 1918 r.). W tytulaturze cesarzy austriackich znajdował się, między innymi, tytuł księcia Oświęcimia. W 1856 roku miasto zyskało dostęp do kolei (wraz z rozbudową kolei w Galicji).
Dnia 29 sierpnia 1863 r. miał miejsce wielki pożar Oświęcimia, w wyniku którego spłonęła połowa miasta. Pastwą płomieni padła setka domów, kościół, szpital, urząd powiatowy i dwie synagogi. Straty szacowano na 400 000 złotych reńskich.
W 1894 roku doszło w czasie procesji Bożego Ciała do objawienia maryjnego na ruinach kościoła klasztoru podominikańskiego. Dało to impuls do odbudowy kościoła oraz powierzenia go Towarzystwu Salezjańskiemu w 1898 roku. Oprócz kościoła powstaje zakład szkolny z internatem dla młodzieży męskiej.
1 sierpnia 1910 wyłączono z powiatu bialskiego powiat sądowy oświęcimski i połączono go z powiatem sądowym zatorskim z powiatu wadowickiego celem utworzenia nowego powiatu oświęcimskiego. Powiat liczył 336 km², 46 gmin i 34 obszary dworskie, 42 254 mieszkańców z czego 97% posługiwało się językiem polskim, w większości katolików, a żydzi było 13% ogółu ludności.
Podczas I wojny światowej, bielsko-bialskie środowiska niemieckie podjęły starania o przyłączenie do Śląska Austriackiego przyległych terenów Galicji z Oświęcimiem włącznie. Żądania te nasiliły się po wydaniu aktu 5 listopada 1916, kiedy pojawiła się groźba odłączenia Galicji od Austrii i na początku 1917 po wydaniu książki Gerharda Seeligera pt. Das Deutschtum in den Westbeskiden und die Herzogtumer Auschwitz und Zator, która starała się udowodnić tezę, że tereny te rzekomo zachowały niemiecki charakter pomimo przynależności do Polski w wiekach XVI do XVIII. Żądania przyłączenia terenów czysto polskich mogły być aczkolwiek częścią taktyki przed planowanymi ustępstwami w pertraktacjach. W latach 30. XX wieku Kurt Lück oszacował, że w XV wieku Niemcy rzekomo mieli stanowić 3/4 mieszkańców miasta, które by tym samym tworzyło część bielskiej wyspy językowej.
W 1918 roku polska Komisja Likwidacyjna w Krakowie powołała dla powiatu oświęcimskiego Powiatowy Komitet Komisji Likwidacyjnej (pierwszy zalążek cywilnych, oficjalnych władz polskich na terenie powiatu oświęcimskiego). Po odzyskaniu przez Polskę niepodległości w 1918 roku, Oświęcim stał się częścią województwa krakowskiego.
W latach 1920–1931 miasto było siedzibą powiatu, ale w 1932 r. powiat oświęcimski zlikwidowano, włączając go na powrót do powiatu bialskiego.
W okresie II Rzeczypospolitej w Oświęcimiu stacjonował II batalion 73. Pułku Piechoty i III dywizjon 21 Pułk Artylerii Lekkiej oraz (od wiosny 1939 r.) 5 Dywizjon Artylerii Konnej. W 1937 r. utworzono tu także Batalion ON "Oświęcim", który w sierpniu 1939 r. wszedł w skład rezerwowego 203. Pułku Piechoty.

### II wojna światowa
We wrześniu 1939 r. miasto zostało zajęte przez Wehrmacht. Wycofujące się z Oświęcimia i okolic Wojsko Polskie wysadziło w powietrze most na rzece Sole, łączący lewo- i prawobrzeżną część miasta. Oświęcim został wcielony do III Rzeszy dekretem Hitlera z 8 października 1939 r. a jego nazwa zmieniona na Auschwitz. W czasie II wojny światowej znajdował się tutaj największy niemiecki obóz koncentracyjny i ośrodek zagłady Auschwitz-Birkenau. W skład kompleksu wchodził obóz macierzysty KL Auschwitz I w Oświęcimiu, KL Auschwitz II – Birkenau w Brzezince, KL Auschwitz III – Monowitz w Monowicach, z systemem wielu podobozów. W 1941 r., biorąc pod uwagę dogodne położenie miasta i możliwości techniczno-surowcowe terenu, koncern IG Farben przyjął od rządu niemieckiego zlecenie zbudowania i uruchomienia na jego wschodnich obrzeżach fabryki chemicznej, która miała wytwarzać produkty niezbędne w czasie wojny dla potrzeb militarnych.

Oświęcim został wcielony administracyjnie do III Rzeszy w granice rejencji śląskiej, do powiatu Bielitz. Niemcy postanowili usunąć miejscową ludność z najbliższej okolicy planowanego obozu koncentracyjnego Auschwitz-Birkenau. Aby pozbyć się świadków i uniemożliwić miejscowej ludności kontakt z przyszłymi więźniami, zaplanowano wokół obozu strefę buforową o powierzchni około 40 kilometrów kwadratowych. Wysiedlenia okolicznej ludności odbyły się w dwóch etapach, na przełomie 1940 i 1941 r. W pierwszej turze, 19 czerwca 1940 r. zostali wysiedleni mieszkańcy tak zwanej Osady Barakowej. Większość budynków wysiedleńców została rozebrana, a pozyskany materiał wykorzystany do rozbudowy obozu. W bezpośrednim sąsiedztwie obozu Auschwitz I rozebrano ponad sto budynków. W drugiej na przełomie lipca i listopada 1940 r. i kwietniu 1941 r., Niemcy usunęli ludność z lewobrzeżnej dzielnicy Oświęcimia, Zasola. Również w tym przypadku po deportacjach rozbierano zabudowania mieszkalne. W Brzezince, Pławach i Harmężach zburzono ponad 90 procent gospodarstw, a w Babicach, Broszkowicach, Borze i Rajsku ponad 40 procent domów. Część budynków, które pozostały, przeznaczono dla rodzin SS-manów z załogi obozowej i Niemców zatrudnionych przy budowie fabryki chemicznej koncernu IG Farben. Dnia 8 marca 1941 r. wysiedlono mieszkańców wsi Pławy, których wywieziono do Gorlic. Wysiedlono również mieszkańców Boru i Bud (przysiółki Brzeszcz), Harmęża, Rajska, Brzezinki, Babic i Broszkowic, których wywieziono do miejscowości znajdujących się w granicach Generalnego Gubernatorstwa i do pobliskich miejscowości na Górnym Śląsku (Bojszowy, Jedlina, Wola), a także w powiecie bielskim (Dankowice, Osiek, Grojec, Monowice, Dwory). W efekcie wysiedlenia z Oświęcimia i okolic usunięto około 17 000 Polaków i Żydów całkowicie niszcząc osiem wsi. W Oświęcimiu pod koniec kwietnia mieszkało jedynie 7600 ludzi, z czego około 90% byli to Polacy. Do gett deportowano całą żydowską ludność Oświęcimia, łącznie około 7 tysięcy osób.

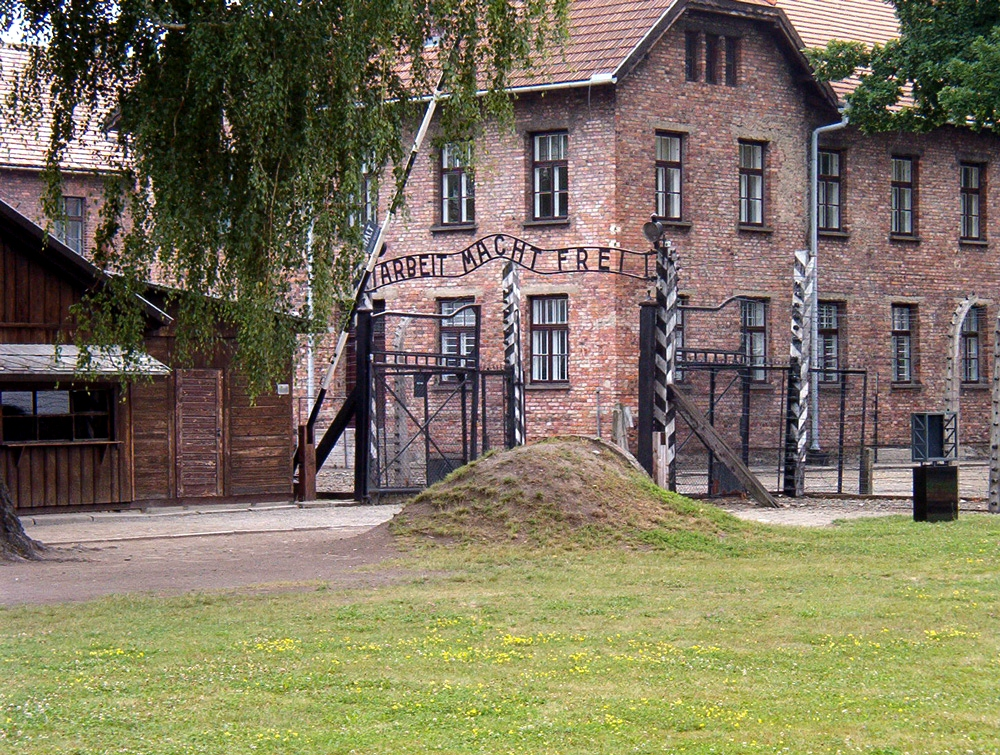
Brama główna niemieckiego obozu zagłady Auschwitz I utworzonego tu w wiosną 1940 r. na bazie austriackich, następnie polskich koszar artyleryjskich, dziś muzeum

17 stycznia 1945 r. rozpoczęła się ewakuacja obozów w KL Auschwitz, której efektem był marsz śmierci do stacji kolejowej Loslau.
W dziesięć dni później 27 stycznia obóz Auschwitz-Birkenau został wyzwolony przez Armię Czerwoną; ok. godz. 15:00 tego dnia na teren obozu wkroczyli żołnierze 107 Dywizji Strzeleckiej 60 Armii, dowodzonej przez generała dywizji Wasilija Jakowlewicza Petrenkę. Do dziś, obóz w Oświęcimiu, pozostaje symbolem tragicznej historii masowej zagłady 1,1–1,3 mln ludzi, różnej narodowości i wyznań. Około 90% ofiar, to byli Żydzi. Drugą nacją wśród ofiar byli Polacy, w liczbie około 75 tysięcy.

### Okres powojenny

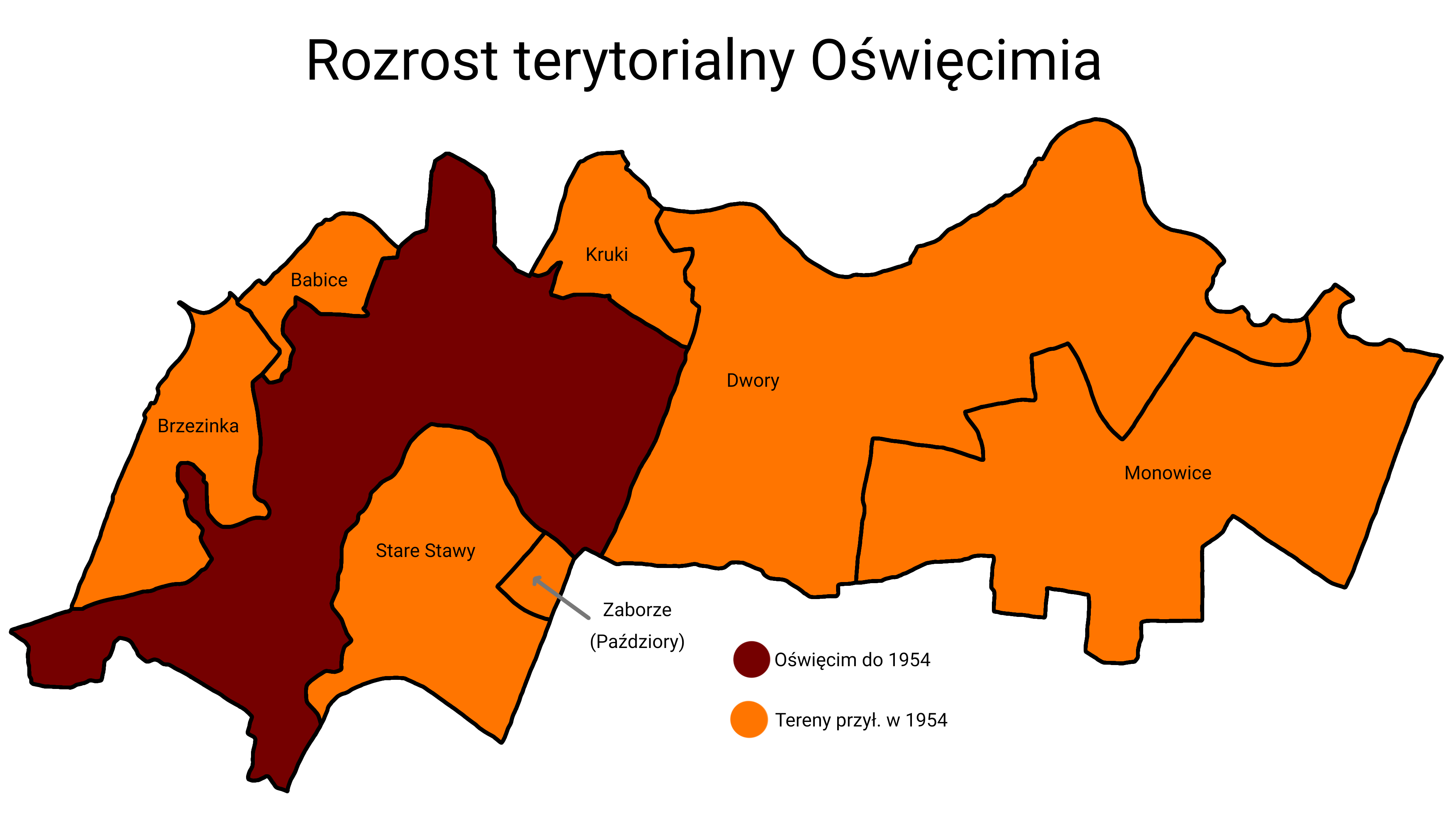
Mapa rozrostu terytorialnego Oświęcimia

Po wyzwoleniu obozu, NKWD utworzyło na jego terenie dwa obozy przejściowe dla jeńców niemieckich. Obóz w Oświęcimiu funkcjonował przypuszczalnie do jesieni 1945 r., natomiast drugi z nich – założony w obrębie byłego KL Auschwitz II-Birkenau w Brzezince – do wiosny 1946 r. W obozach tych przebywało około piętnastu tysięcy osób. Ich komendantem był sowiecki pułkownik o nazwisku Masłobojew.
Ponadto w Oświęcimiu istniał obóz nr 149 Urzędu Bezpieczeństwa Publicznego, który został utworzony niedaleko dworca kolejowego w Oświęcimiu na terenie byłego „Gemeinschaftslagru”. Trzy bloki, które wchodziły kiedyś w skład „Gemeinschaftslagru”, zachowane do dzisiaj, są położone w połowie drogi między muzeum Auschwitz a Birkenau. W usytuowanych obok pięciu drewnianych barakach powstał obóz, w którym komunistyczne władze polskie umieszczały osoby podejrzane o członkostwo w NSDAP, Hitlerjugend i BDM (Związek Niemieckich Dziewcząt – należały do niej obowiązkowo dziewczęta w wieku od 13 do 17 lat) i niemieckich cywilów i volksdeutscherów, jak również Górnoślązaków podejrzewanych o brak lojalności wobec Polski. Obóz był dookoła ogrodzony i strzeżony przez wartowników. Więźniowie tego obozu m.in. demontowali urządzenia w zakładach chemicznych w Monowicach, które następnie były wywożone do ZSRR. Obóz został zlikwidowany prawdopodobnie w marcu 1946 r. Od 20 kwietnia 1945 r. do lutego 1946 r. odnotowano tam 144 zgony osób pochodzących głównie z okolic Bielska-Białej, z Górnego Śląska i z Niemiec.
Obecnie na terenie byłego obozu znajduje się Państwowe Muzeum Auschwitz-Birkenau, powołane w 1947 r., a w 1979 r. wpisane na Listę Światowego Dziedzictwa Kulturowego UNESCO.
W 1952 r. powstał powiat oświęcimski, który po reformie administracyjnej w 1975 r. wszedł w skład województwa bielskiego. W 1979 r. utworzono urząd Prezydenta Miasta. W 1999 r. w wyniku nowego podziału administracyjnego ponownie miasto stało się siedzibą powiatu wchodzącego w skład województwa małopolskiego.
Zgodnie z ustawą WRN w Krakowie z dnia 6 października 1954 w sprawie zmiany granic niektórych miast w województwie krakowskim do miasta Oświęcim przyłączono wsie: Dwory, Kruki, Monowice, Stare Stawy oraz wschodnią część wsi Brzezinka ze względu na zlokalizowaną tam stację kolejową Oświęcim (która stanowi dziś część osiedla Zasole), a także przysiółek wsi Zaborze Paździory.
W 1959 roku w Zakładach Chemicznych „Oświęcim” ruszyła po raz pierwszy w Polsce produkcja syntetycznego kauczuku. Z tej okazji zakład odwiedził I sekretarz PZPR Władysław Gomułka.
W latach 1978-2011 w Oświęcimiu stacjonowały 72 i 73 Dywizjon Rakietowy Obrony Powietrznej.
Podczas pierwszej pielgrzymki do Polski (1979 r.) miasto i muzeum znalazło się na trasie pielgrzymki papieża Jana Pawła II.
1 września 1980 r. w Zakładach Chemicznych „Oświęcim” założono Komisję Kombinatu NSZZ „Solidarność” (Region Podbeskidzie). Redagowano zakładowe pismo Solidarności – „Ozon”. Po wprowadzeniu stanu wojennego w mieście organizowano podziemną działalność Solidarności, pomagano osobom represjonowanym i kolportowano wydawnictwa podziemne. Jednym z ówczesnych działaczów oświęcimskiego podziemia był Andrzej Chlewicki. 29 kwietnia 1983 r. (w czasie zawieszenia Stanu Wojennego) w Zakładach Chemicznych „Oświęcim” Milicja Obywatelska, zatrzymała trzyosobową nieformalną grupę kolporterów ulotek i wydawnictw.
28 maja 2006 r. Oświęcim odwiedził papież Benedykt XVI.
25 czerwca 2006 r. na terenie miasta odbyło się referendum lokalne w sprawie wystąpienia do Rady Ministrów z wnioskiem o połączenie Gminy Miasto Oświęcim z okalającą ją Gminą Oświęcim w jedną jednostkę samorządu terytorialnego. Referendum okazało się nieważne ze względu na niską frekwencję (wzięły w nim udział 2362 osoby, czyli 6,97% uprawnionych do głosowania).
29 lipca 2016 r. Oświęcim odwiedził papież Franciszek.
W 2021 r. sformowano tu 112 Batalion Lekkiej Piechoty 11 Małopolskiej Brygady Obrony Terytorialnej.

### Historia Żydów w Oświęcimiu
Pierwsi Żydzi przybyli do Oświęcimia w połowie XVI w. W 1563 r. wydano zakaz osiedlania się Żydom w mieście, jednak już w 1588 r. udało im się tutaj zbudować bóżnicę z kirkutem. W 1666 r. Żydzi mieli w mieście 20 budynków. Kahał powstał w drugiej połowie XVIII w., obejmując swoją władzą obszar dawnego Księstwa Oświęcimskiego. W drugiej połowie XIX w. znaczne tu były wpływy chasydyzmu. W 1765 r. mieszkało w Oświęcimiu 133 Żydów, w 1910 r. – 3 tys., a w 1921 r. – 4950 (40% ludności).
W czasie II wojny światowej oświęcimscy Żydzi zostali umieszczeni w gettach w Chrzanowie, Będzinie i Sosnowcu (1941 r.), skąd po ich likwidacji trafili do obozu koncentracyjnego Auschwitz-Birkenau.
Po wojnie nieliczni ocaleni Żydzi wrócili do Oświęcimia. W 1946 r. żyło tutaj 186 Żydów. Do 1955 r. prawdopodobnie wszyscy wyemigrowali. W latach 60. do miasta wrócił Szymon Kluger.
W 1998 r. nastąpiło uroczyste przekazanie Gminie Wyznaniowej Żydowskiej z Bielska-Białej synagogi Chewra Lomdei Misznajot przy placu ks. J. Skarbka 3, przy której otwarto Centrum Żydowskie w Oświęcimiu – instytucję, która prowadzi muzeum przedstawiające losy żydowskiej społeczności Oświęcimia, opiekuje się synagogą oraz prowadzi działania edukacyjne. Celem ośrodka jest upamiętnianie ofiar Zagłady poprzez studia nad historią i kulturą Żydów polskich na przykładzie Oświęcimia. Otwarcie centrum nastąpiło 12 września 2000 roku. Także w 2000 roku zmarł Szymon Kluger, ostatni do końca mieszkający w Oświęcimiu Żyd. Został pochowany na miejscowym cmentarzu.
Wojnę przetrwała również synagoga należąca do chasydów z Bobowej. Jednak w 2005 r., ze względu na fatalny stan techniczny została wyburzona. Znajdowała się niedaleko nieistniejącej Wielkiej Synagogi, spalonej w 1939 r.

### Przynależność administracyjna na przestrzeni lat
Po odzyskaniu niepodległości w 1918 roku przez Polskę administracyjnie miasto należało do województwa krakowskiego. W czasie okupacji niemieckiej w latach 1939–1945 miasto włączono bezpośrednio do Rzeszy. Wchodziło w skład prowincji górnośląskiej. Po wojnie w latach 1945–1975 ponownie weszła w skład województwa krakowskiego w zmienionych granicach. W latach 1975–1998 miasto administracyjnie należało do województwa bielskiego. Aktualnie znajduje się w województwie małopolskim.

## Zabytki

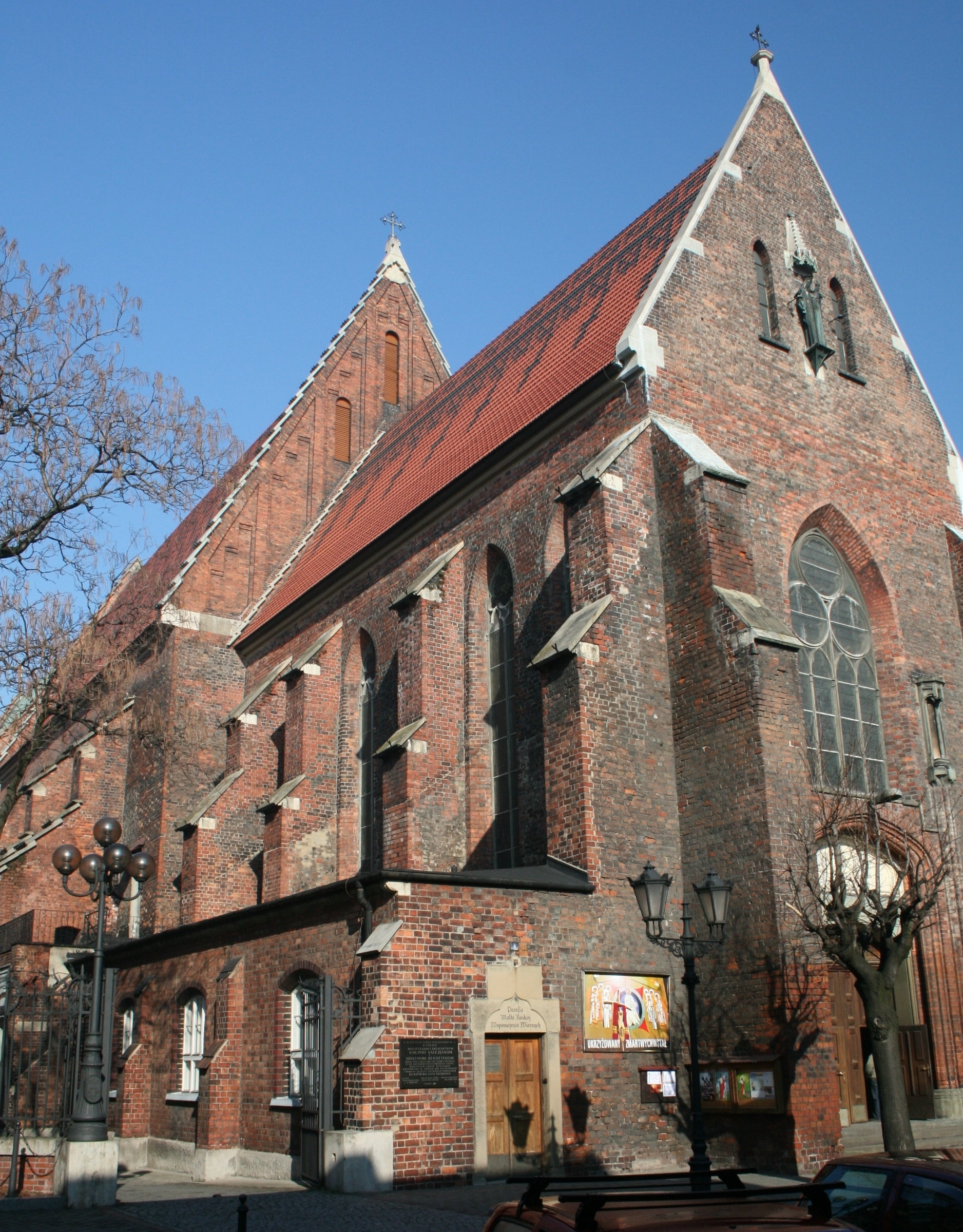
Kościół Matki Bożej Wspomożenia Wiernych w Oświęcimiu

- Miejsce Pamięci Auschwitz-Birkenau
- Most Piastowski i Zamek nocąZamek w Oświęcimiu wraz z wieżą
- Tunele
- Kaplica św. Jacka w Oświęcimiu

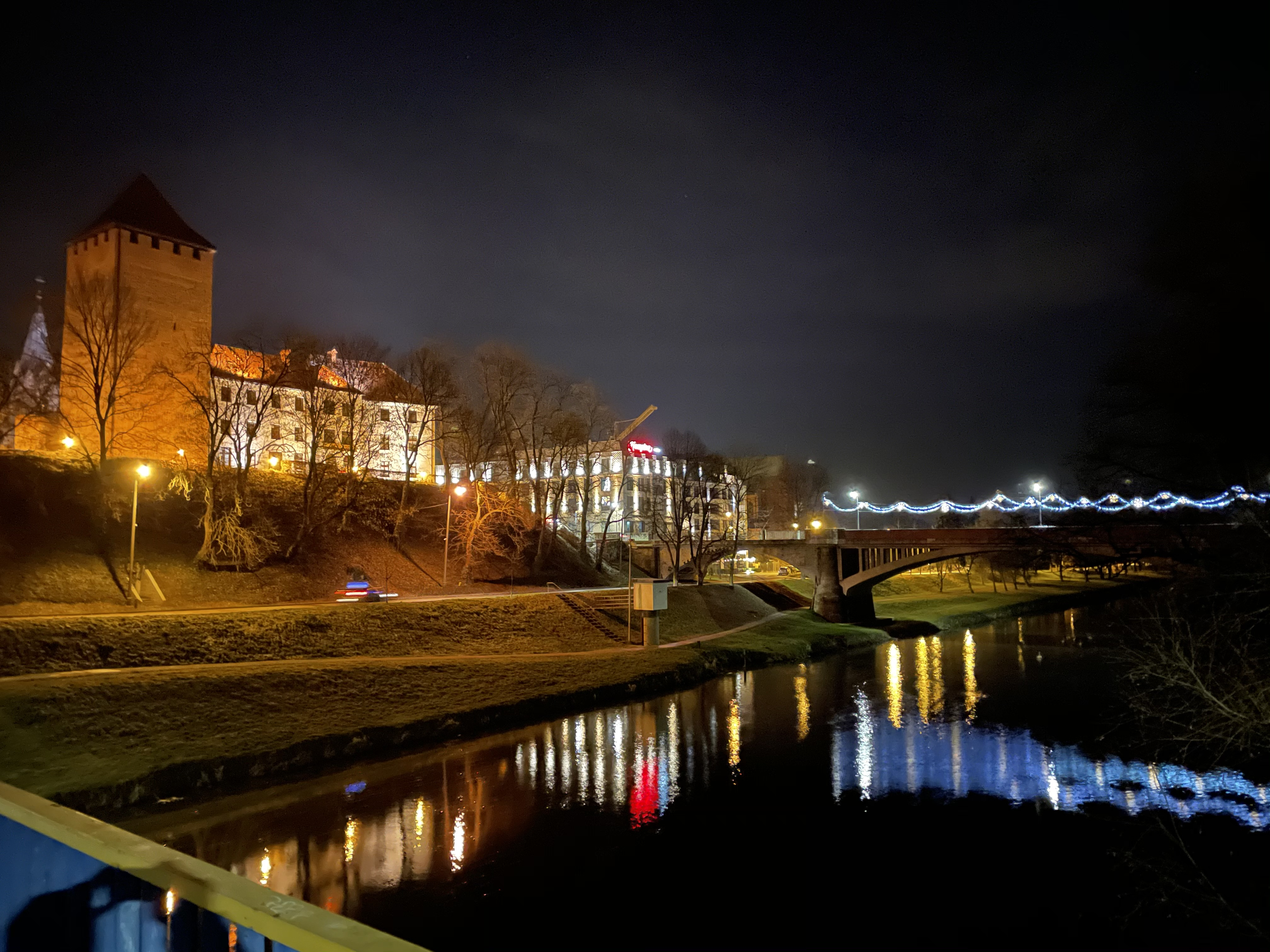
Most Piastowski i Zamek nocą

- Kościół Wniebowzięcia Najświętszej Marii Panny
- Kościół Matki Bożej Wspomożenia Wiernych
- Kościół Matki Bożej Bolesnej
- Rynek w Oświęcimiu
- Ratusz w Oświęcimiu
- Liczne kamienice
- Cmentarz parafialny w Oświęcimiu
- Cmentarz żydowski w Oświęcimiu
- Synagoga Chewra Lomdei Misznajot
- Pałac Ślubów
- Kaplica Hallerów w Dworach
- Fresk sufitowy autorstwa Witolda Kaczanowskiego w Oświęcimskim Centrum Kultury – jeden z największych w Europie
- Zbiory Historyczno-Etnograficzne

## Transport

### Transport drogowy
Oświęcim leży na skrzyżowaniu się wielu ciągów komunikacyjnych, takich jak:
- droga krajowa nr 44 – Gliwice – Tychy – Kraków
- droga wojewódzka nr 933 – Wodzisław Śląski – Pszczyna – Chrzanów
- droga wojewódzka nr 948 – Oświęcim – Kęty – Żywiec

#### Obwodnica Oświęcimia
Obecnie istnieje tzw. Północna Obwodnica Oświęcimia, obchodząca Miasto Oświęcim od wschodu w ciągu DW933 oraz obwodnica Oświęcimia w ciągu DK44.
Planowane jest także wybudowanie Południowej Obwodnicy Oświęcimia w ciągu DK44. Droga docelowo miałaby się łączyć z S1 na nowym węźle „Oświęcim”. Dalej możliwe byłoby szybkie dostanie się do Katowic lub do Bielska-Białej poprzez drogę ekspresową S1.

### Transport kolejowy

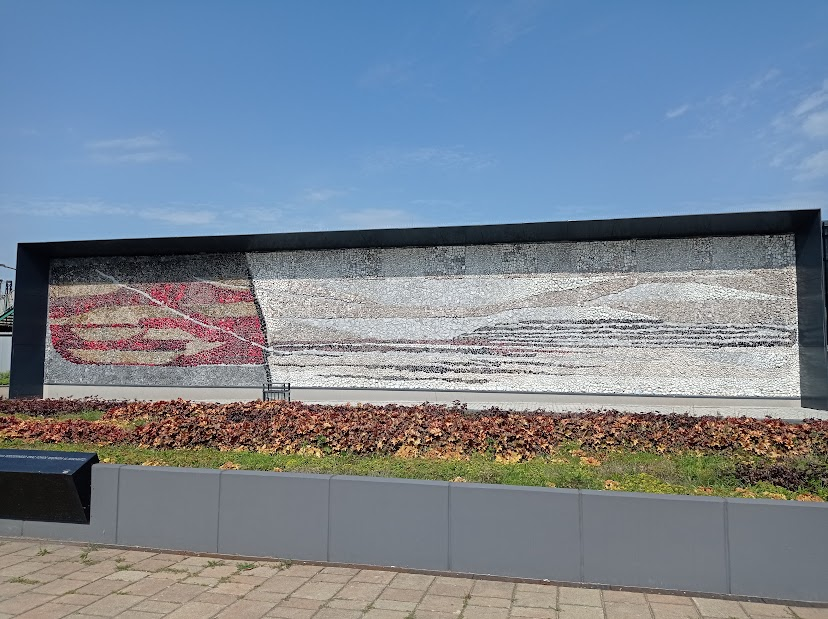
Mozaika na budynku Dworca Kolejowego w Oświęcimiu

Stacje i przystanki kolejowe w Oświęcimiu:
- Oświęcim
- Dwory

W przeszłości na terenie miasta istniały:
- Monowice[51]
- Kruki[52][53]

Linie kolejowe przebiegające przez Oświęcim:
- Lk 93 Trzebinia-Zebrzydowice
- Lk 94 Kraków Płaszów-Oświęcim
- Lk 138 Oświęcim-Katowice
- Lk 882 Oświęcim-KWK Czeczott
- Lk 886 Dwory-Zakłady Chemiczne Dwory

Aktualnie w mieście istnieją dwie stacje kolejowe Oświęcim oraz Dwory. Stacja Oświęcim jest ważnym węzłem kolejowym w ruchu towarowym i pasażerskim. Bezpośrednie połączenia z wieloma miastami: Budapeszt, Czechowice-Dziedzice, Katowice, Kraków, Lubliniec, Praga, Wiedeń, Trzebinia, Zator. Stacja Dwory obecnie ma marginalne znaczenie.
W przeszłości istniała także zakładowa linia, prowadząca z dworca fabrycznego w okolice ul. Bema na Osiedlu Chemików, gdzie był zbudowany prowizoryczny peron. Kolejka należała do Zakładów chemicznych w Oświęcimiu, dziś synthos i służyła głównie do przewozu pracowników. Zerwano ją w latach 70 XX wieku. Na przełomie XIX i XX, także w Okresie Międzywojennym planowano budowę jednotorowej linii kolejowej z Oświęcimia do Żywca. Miała biec od stacji Oświęcim, początkowo wzdłuż linii 94, następnie odbijać na poludnie. Na linii planowano stację Oświęcim Miasto, która miałby być położona niecały kilometr na wschód od centrum.

### Transport lotniczy
| Najbliższe lotniska międzynarodowe | Najbliższe lotniska międzynarodowe | Najbliższe lotniska międzynarodowe |
|                                    | lotnisko                           | odległość w km                     |
| ---------------------------------- | ---------------------------------- | ---------------------------------- |
| 1                                  | Port lotniczy Kraków-Balice        | 50                                 |
| 2                                  | Port lotniczy Katowice-Pyrzowice   | 42                                 |
| 3                                  | Port lotniczy Ostrawa              | 80                                 |

### Transport wodny
W Oświęcimiu rozpoczyna się Droga Wodna Górnej Wisły. Od lat siedemdziesiątych trwa budowa portu rzecznego w dzielnicy Dwory.

### Publiczny transport zbiorowy
W Oświęcimiu funkcjonuje:
- Miejski Zakład Komunikacji w Oświęcimiu – 7 linii miejskich, 14 podmiejskich[54], 50 autobusów
- busy – dojazd m.in. do licznych okolicznych miejscowości: Chrzanowa, Katowic, Krakowa, Kęt, Tychów, Spytkowic, Polanki Wielkiej, Zatora,

## Kultura
W Oświęcimiu funkcjonują liczne placówki kulturalne i oświatowe. Ich zadaniem jest kreowanie wizerunku Oświęcimia jako miasta pokoju, popularyzowanie podejmowanych w nim inicjatyw pokojowych oraz promocja miejscowych środowisk twórczych w kraju i za granicą. W ramach tych inicjatyw powstał między innymi szlak murali w Oświęcimiu.
Działające instytucje:
- Państwowa Szkoła Muzyczna im. Karola Szymanowskiego
- Oświęcimskie Centrum Kultury
  - Amatorski Klub Filmowy „Chemik” przy Oświęcimskim Centrum Kultury
- Miejska Biblioteka Publiczna
- Młodzieżowy Dom Kultury
- Państwowe Muzeum Auschwitz-Birkenau
- Centrum Żydowskie w Oświęcimiu
- Międzynarodowy Dom Spotkań Młodzieży w Oświęcimiu

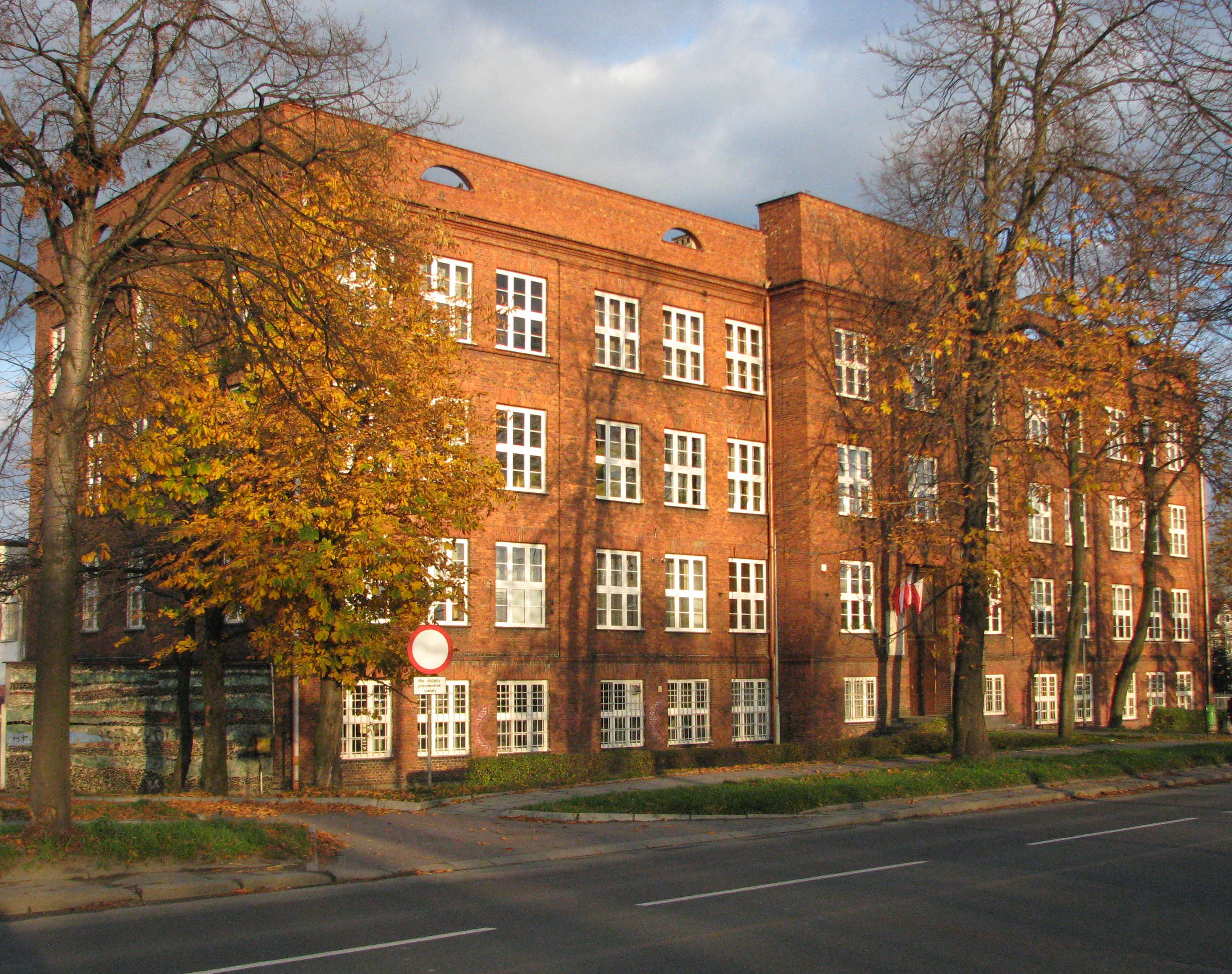
Liceum Ogólnokształcące im. Stanisława Konarskiego w Oświęcimiu

### Muzyka
- Life Festival Oświęcim

## Polityka
Organem wykonawczym władzy samorządowej od 1987 roku jest prezydent miasta. Oświęcim tytuł prezydenta miasta otrzymał w 1987 roku jako 1 z 11 miast, które nie posiadały wtedy wymaganej liczby 50 tys. mieszkańców. W 1990 roku, kiedy podwyższono wymagane kryterium do 100 tys. mieszkańców, tytuł prezydenta dla Oświęcimia został zachowany.
Obecnie Oświęcim jest gminą miejską. Mieszkańcy wybierają do Rady Miasta Oświęcimia 21 radnych, w trzech okręgach wyborczych. Organem wykonawczym władz jest prezydent miasta. Siedzibą władz miasta jest urząd miasta przy ul. Zaborskiej.
Aktualnie prezydentem Oświęcimia jest Janusz Chwierut, który piastuje urząd prezydenta już trzecią pełną kadencję, choć prezydentem jest już od 2011 roku, ponieważ został wyznaczony przez premiera RP na komisarza na miejsce Jacka Grossera. W wyborach w 2014 roku zdobył 59.13%, wygrywając w 1 turze, w 2018 zdobył 68.99% w 1 turze oraz w wyborach w 2024 roku zdobył 54.62%, także wygrywając w 1 turze.
Prezydenci Oświęcimia:
- Dariusz Dulnik (1990–1994)
- Andrzej Telka (1994–1997)
- Józef Krawczyk (1997–2002)
- Janusz Marszałek (2002–2010, defacto do 2011)[57]
- Jacek Grosser (2010–2014)[58]. Nie został zaprzysiężony ze względu na stan zdrowia. Pełniącymi obowiązki prezydenta byli Janusz Marszałek (do 2011) oraz Janusz Chwierut (od 2011 do końca kadencji samorządowej w 2014).
- Janusz Chwierut (od 2014)[59]

### Rada Miasta
Rada miasta Oświęcim ma 21 radnych
| Ugrupowanie                                     | Kadencja 2002-2006 | Kadencja 2006-2010 | Kadencja 2010-2014 | Kadencja 2014-2018 | Kadencja 2018-2024 | Kadencja 2024-2029 |
| ----------------------------------------------- | ------------------ | ------------------ | ------------------ | ------------------ | ------------------ | ------------------ |
| Sojusz Lewicy Demokratycznej                    | 11 (SLD-UP)        | 4 (LiD)            | 4                  | –                  | –                  | –                  |
| Obywatelskie Centrum                            | 1                  | –                  | –                  | –                  | –                  | –                  |
| Samorządowa Liga Prawicy Prawo i Sprawiedliwość | 3                  | –                  | –                  | –                  | –                  | –                  |
| Wspólnota Samorządowa                           | 3                  | –                  | –                  | –                  | –                  | –                  |
| Platforma Obywatelska                           | 3                  | 4                  | 8                  | 10                 | 4                  | 6                  |
| Prawo i Sprawiedliwość                          | –                  | 7                  | 4                  | 7                  | 7                  | 6                  |
| Samorządny Oświęcim                             | –                  | 2                  | 3                  | –                  | –                  | –                  |
| Chrześcijański Ruch Samorządowy                 | –                  | 4                  | –                  | –                  | –                  | –                  |
| Oświęcimianie Oświęcimianom                     | –                  | –                  | 1                  | –                  | –                  | –                  |
| Nasze Miasto Oświęcim                           | –                  | –                  | 1                  | –                  | –                  | –                  |
| Przyjazny Oświęcim                              | –                  | –                  | –                  | 3                  | –                  | –                  |
| KWW Ireneusza Góralczyka                        | –                  | –                  | –                  | 1                  | –                  | –                  |
| KWW Koalicja Obywatelsko-Samorządowa 2018       | –                  | –                  | –                  | –                  | 2                  | 3                  |
| KWW Janusza Chwieruta Koalicja Obywatelska      | –                  | –                  | –                  | –                  | 7                  | 5                  |
| KWW Porozumienie dla Oświęcimia                 | –                  | –                  | –                  | –                  | 1                  | –                  |
| KWW Oświęcim Miasto Perspektyw                  | –                  | –                  | –                  | –                  | –                  | 1                  |

### Współpraca międzynarodowa
- Miasta i gminy partnerskie[65]:
- Arezzo, Włochy (14.06.2009)
- Ballan-Mire, Francja (29.11.2013)
- Breisach, Niemcy (14.06.2009)
- Cori, Włochy (26.01.2017)
- Kerpen, Niemcy (03.1997)
- Sambor, Ukraina (3.09.2003)

## Oświata

### Przedszkola publiczne
- Miejskie Przedszkole nr 7
- Przedszkole nr 8
- Miejskie Przedszkole nr 14Miejskie Przedszkole nr 15
- Miejskie Przedszkole nr 16
- Miejskie Przedszkole nr 17
- Miejskie Przedszkole nr 18

### Szkoły podstawowe
- Szkoła Podstawowa nr 1 im. Królowej Jadwigi
- Szkoła Podstawowa z Oddziałami Sportowymi nr 2 im. Łukasza Górnickiego
- Szkoła Podstawowa z Oddziałami Integracyjnymi nr 4 im. Stanisława Wyspiańskiego
- Szkoła Podstawowa z Oddziałami Integracyjnymi nr 5 im. Orła Białego
- Szkoła Podstawowa nr 7 im. Zofii Kossak
- Szkoła Podstawowa nr 9 im. Orędowników Pokoju
- Szkoła Podstawowa nr 11 im. Mikołaja Kopernika
- Szkoła Podstawowa w Specjalnym Ośrodku Szkolno-Wychowawczym
- Szkoła Podstawowa Sportowa w Zespole Szkół nr 1

### Szkoły ponadpodstawowe
- Powiatowy Zespół Nr 1 Szkół Ogólnokształcących im. ks. St. Konarskiego w Oświęcimiu
- Powiatowy Zespół Nr 2 Szkół Ogólnokształcących Mistrzostwa Sportowego i Technicznych im. I. Łukasiewicza w Oświęcimiu
- Powiatowe Centrum Kształcenia Technicznego i Branżowego w Oświęcimiu
- Zespół Szkół Zawodowych Towarzystwa Salezjańskiego w Oświęcimiu
- Powiatowy Zespół Nr 4 Szkół Ekonomiczno-Gastronomicznych im. Komisji Edukacji Narodowej w Oświęcimiu
- Szkoła Specjalna Przysposabiająca do Pracy w Specjalnym Ośrodku Szkolno-Wychowawczym
- Zasadnicza Szkoła Zawodowa Specjalna w Specjalnym Ośrodku Szkolno-Wychowawczym

### Szkoły wyższe
- Małopolska Uczelnia Państwowa im. rotmistrza Witolda Pileckiego w Oświęcimiu

## Sport

### Miejski Ośrodek Sportu i Rekreacji
- Kryta pływalnia
- Hala lodowa
- Boiska do piłki nożnej: w międzywalu Soły i na osiedlu „Domki Szeregowe”
- Zespół boisk na osiedlu Stare Stawy
- Hotel Olimpijski

### Kluby sportowe
- UKS Jocker Oświęcim – klub brydżowy
- TH Unia Oświęcim – klub hokejowy
- UKP Unia Oświęcim – klub pływacki
- UKŁF Unia Oświęcim – klub łyżwiarstwa figurowego
- UKH Unia Oświęcim – uczniowski klub hokejowy
- UKHK Unia Oświęcim – klub hokejowy kobiet
- KS Niwa – koszykówka
- UKS Kadet – koszykówka
- UKS Polfin – tenis stołowy lekkoatletyka
- UKS Jocker Oświęcim – klub siatkówka
- UKS Setbol Oświęcim – uczniowski klub sportowy siatkówka
- Lacrosse Club Spartans Oświęcim – Oświęcimski Klub Lacrosse lacrosse
- MKP Unia Oświęcim, KS Soła Oświęcim, LKS Monowice, LKS Zaborzanka – kluby piłkarskie
- SALOS Spreanza – klub piłkarski
- KS Unia Oświęcim
- Klub Sportowy Beskid Team – pływanie, narciarstwo
- UKS OświęcimSKI – narciarstwo alpejskie, snowboard, windsurfing, strzelectwo
- KS Unia Boxing Oświęcim - Boks
- Factory Oświęcim - BJJ,MMA,K1
- OKK Oświęcim - Kickboxing, Karate

## Wspólnoty wyznaniowe

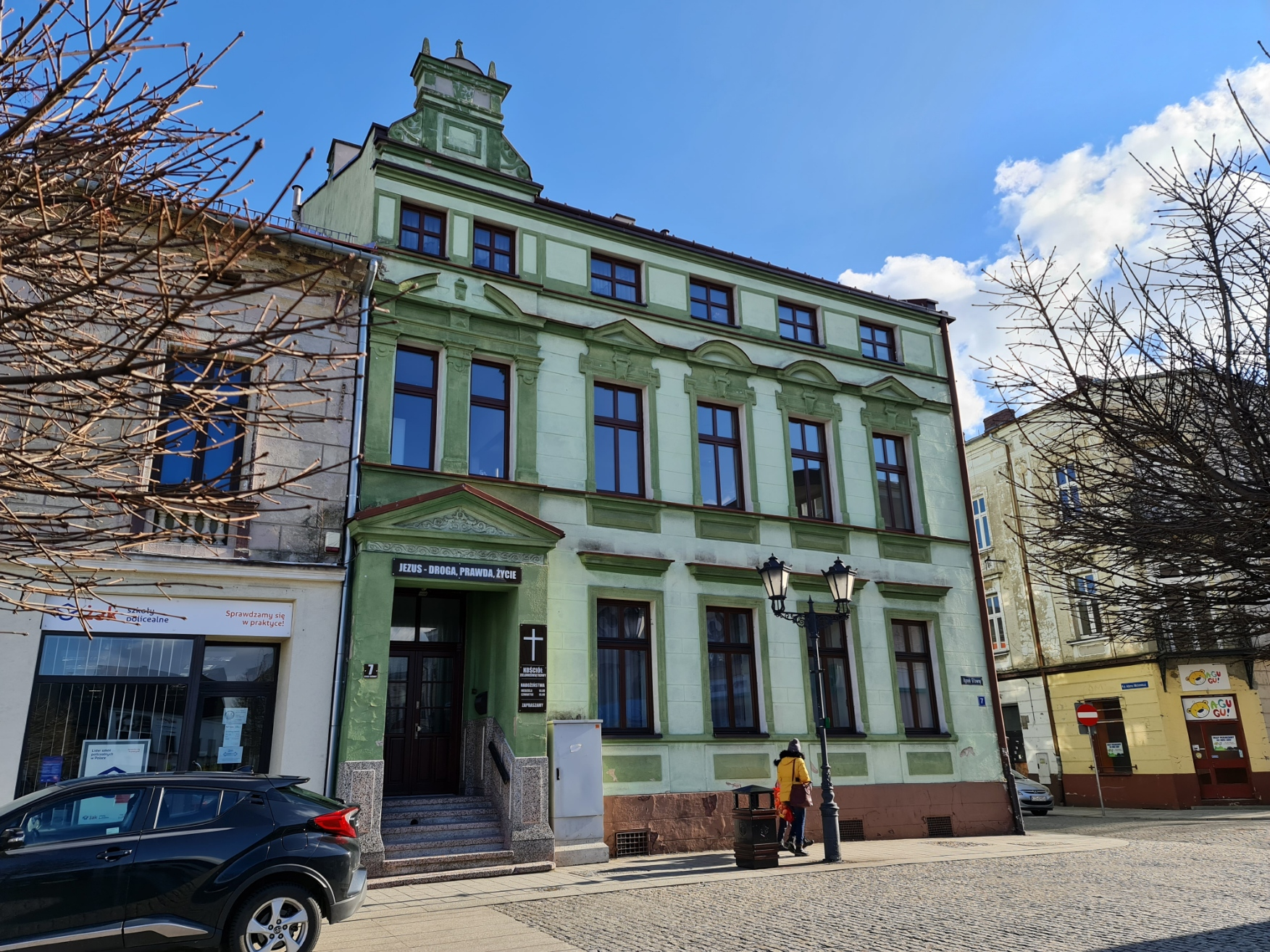
Kościół Zboru Zielonoświątkowego „Salem”

Na terenie Oświęcimia działalność religijną prowadzą następujące Kościoły i związki wyznaniowe:
- Kościół rzymskokatolicki:
  - parafia św. Józefa[66]
  - parafia św. Maksymiliana Męczennika[67]
  - parafia Miłosierdzia Bożego[68]
  - parafia Najświętszej Maryi Panny Wspomożenia Wiernych[69]
  - parafia Wniebowzięcia Najświętszej Maryi Panny[70]
- Kościół greckokatolicki:
  - ośrodek duszpasterski w Oświęcimiu (podległy parafii św. Cyryla i Metodego w Bielsku-Białej)[71][72]
- Chrześcijańska Wspólnota Ewangeliczna:
  - placówka misyjna w Oświęcimiu[73]
- Kościół Adwentystów Dnia Siódmego:
  - zbór w Oświęcimiu[74]
- Kościół Wolnych Chrześcijan:
  - zbór w Oświęcimiu[75]
- Kościół Zielonoświątkowy:
  - zbór „Salem”[76]
- Świadkowie Jehowy:
  - zbór Oświęcim-Wschód[77]
  - zbór Oświęcim-Zachód (Sala Królestwa ul. Kościelna 5)[77][78][79][80]
- Świecki Ruch Misyjny „Epifania”:
  - zbór w Oświęcimiu[81]

## Odznaczenia
- Order Krzyża Grunwaldu II klasy (1985)[82]